# É-anna
Eanna (écrit aussi  Eanna — en sumérien É-AN.NA,  « maison des cieux »  — É signifie « maison/temple ») désigne un sanctuaire de la cité sumérienne d'Uruk. Il était considéré comme la résidence d'Ishtar et d'Anu. Ce temple est cité à de nombreuses reprises dans l'Épopée de Gilgamesh. Les cultes rendus dans le temple d'E-anna font l'objet de nombreuses études.

## Le niveau IV

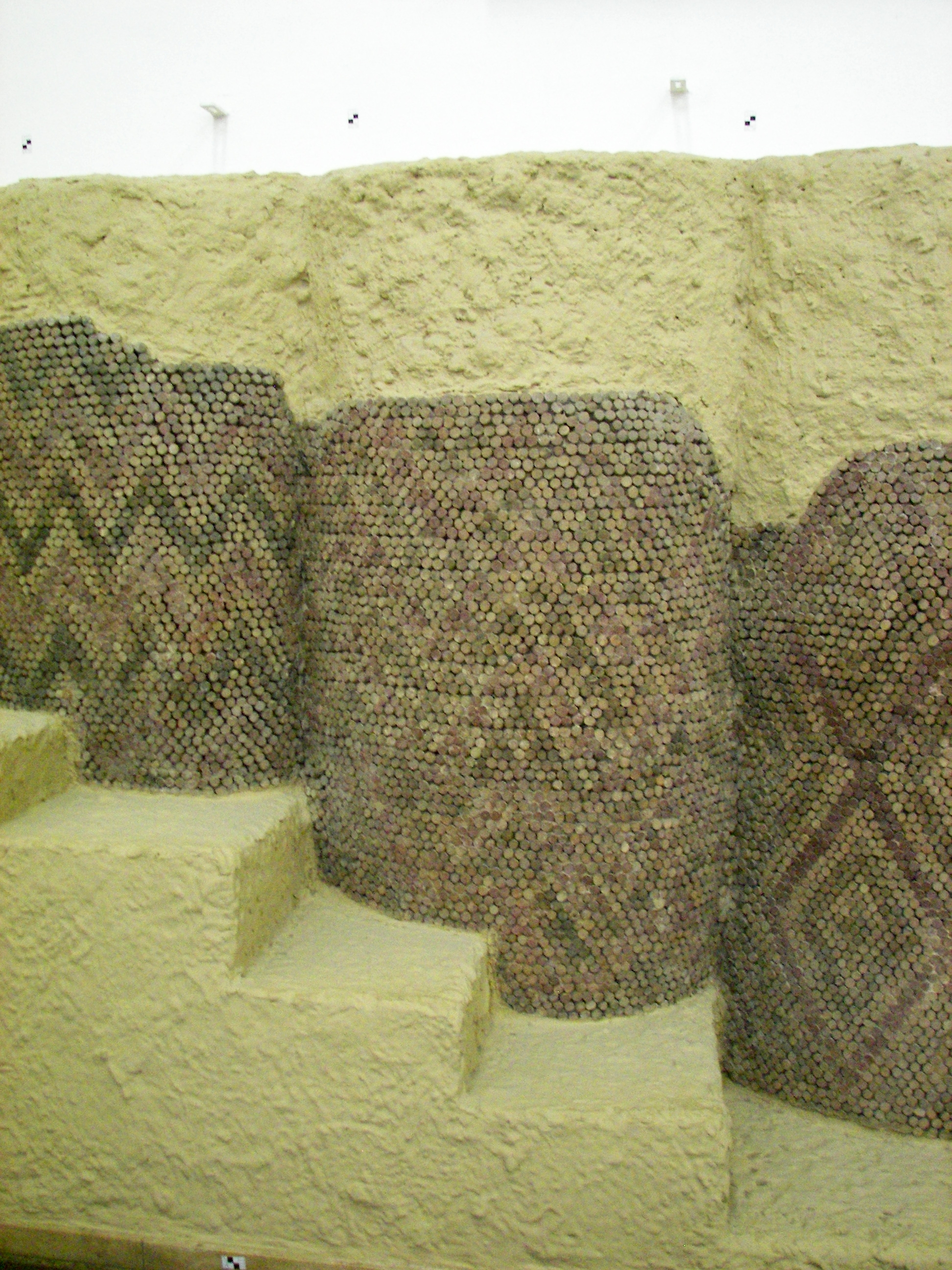
Piliers de l'Eanna, décorés de clous d'argile formant une mosaïque, la période IV, musée de Pergame

Sept grands temples datent de la fin de la période d'Uruk, au niveau IV A (fin du IVe millénaire av. J.-C.). Le plus imposant est le « temple calcaire », qui doit son nom a ses fondations bâties en calcaire et qui a pour dimensions 80 mètres de long pour 30 de large. Deux autres temples avaient la particularité d'avoir leurs murs décorés par des cônes de différentes couleurs (rouge, noir, blanc, gris) plantés dans le mur formant ainsi une sorte de mosaïque de couleurs créant des motifs géométriques. On trouve aussi le « temple rouge », dont les murs sont peints dans une couleur rouge-rosée. Si ces bâtiments ont été nommés « temples », rien ne prouve en fait qu'ils avaient cette fonction, en l'absence de sources écrites explicites.
C'est le niveau IV de l'Eanna qui a livré les plus anciennes tablettes écrites retrouvées en Mésopotamie, ce qui paraît confirmer la tradition sumérienne voulant voir dans Uruk le lieu de naissance de l'écriture. Il s'agit alors de tablettes de comptabilité, qui avaient été mises au rebut, donc retrouvées hors de leur contexte de rédaction.

## Phases suivantes

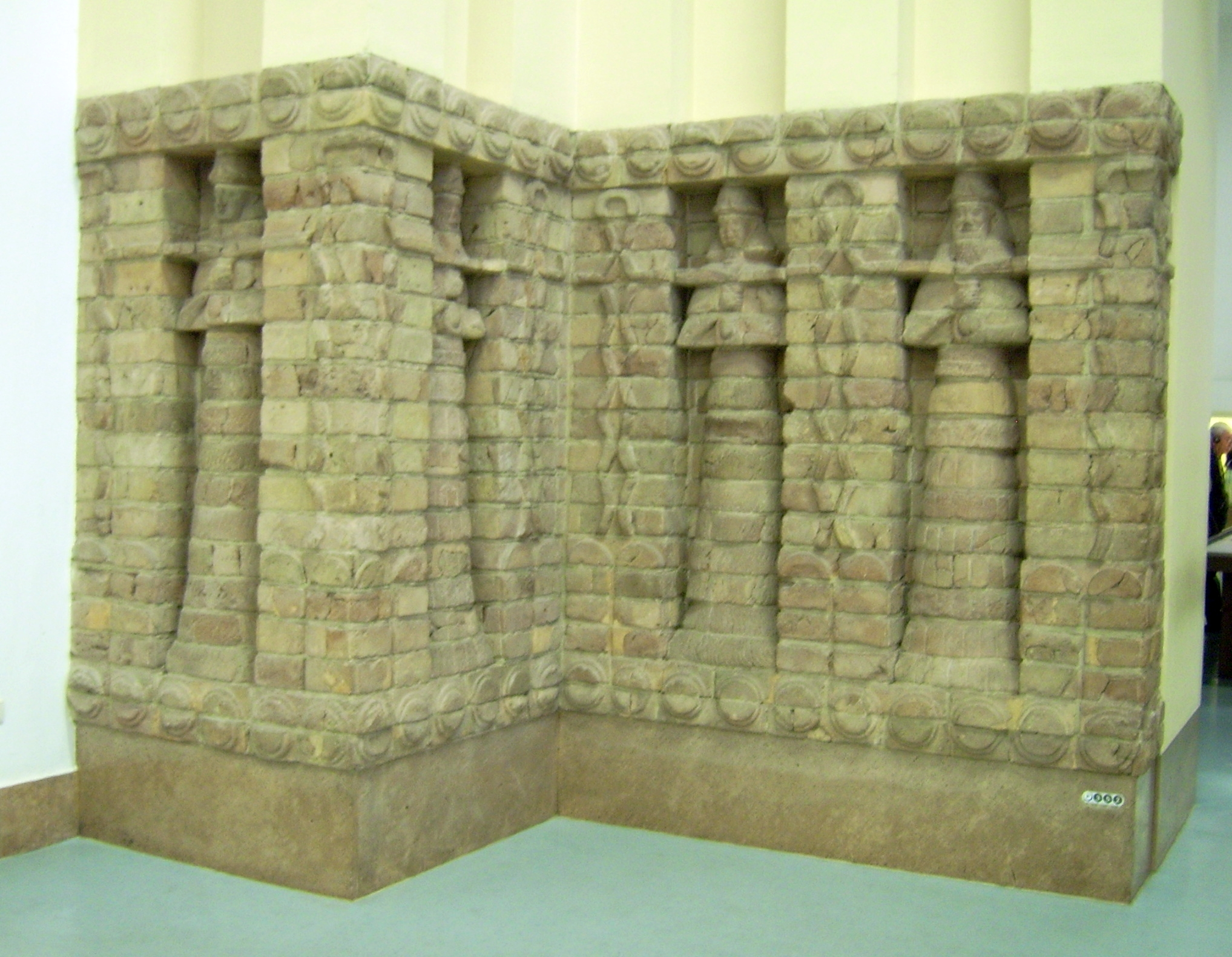
Reliefs en briques cuites du temple de Kara-indash, milieu du XVe siècle, Pergamon Museum.

Lors des périodes suivantes d'autres constructions se succédèrent. La ziggurat d'Ishtar, construite à l'emplacement d'un ancien temple, mesure 52 mètres de côtés. Elle date de l'époque du royaume d'Ur III (XXIe siècle av. J.-C.). À cette période, l'ensemble de l'Eanna est rénové. On entoure la zone sacrée d'une double enceinte et un temple de Ningishzida est bâti.
Après une période sans grande construction, qui dure plus d'un demi-millénaire et durant laquelle le culte d'Ishtar a été sinon stoppé, ou a fortement périclité, le roi kassite Kara-indash bâtit un temple. Mais c'est aux époques néo-assyrienne et néo-babylonienne que l'Eanna redevient l'un des sanctuaires majeurs de Mésopotamie. Sargon II restaure la muraille, œuvre poursuivie par Merodach-Baladan, qui fait construire un petit temple au pied de la ziggurat.

## Période néo-babylonienne
Le sanctuaire de l'Eanna est encore restauré par les souverains néo-babyloniens (626-539 av. J.-C.). Un important lot d'archives administratives a été exhumé dans ce temple, il offre des informations très précises sur son fonctionnement sous le règne de Nabonide.
Ces sources fournissent un exemple-type de la gestion économique des temples babyloniens à cette époque. Elle était assurée par deux personnages dont les activités et l'influence ne se limitait pas seulement à ce domaine parce qu'ils s'occupaient de tout ce qui touchait au temple hors du domaine religieux, et pouvaient même occuper une place dans l'administration de la cité où se trouvait le sanctuaire, un intendant-trésorier (šatammu) et un administrateur chargé de l'assister (qīpu). Le šatammu a pour rôle de gérer les comptes du temple (assisté par un assistant chargé de la caisse du temple, le ša muhhi quppi ša šatammu), et il dirige les entreprises commerciales du temple, avec l'aide du qîpu. Ils ont aussi la charge du recrutement et de l'entretien des ouvriers agricoles, les oblats (širku), ils octroient les contrats de fermage, encaissent les impôts et les redevances, décident des travaux à effectuer, etc. En somme, ils devaient gérer les domaines et la masse humaine et financière du temple. Ils étaient assistés dans leurs tâches par d'autres administrateurs constituant une hiérarchie précise visant à exploiter ces ressources.
A Uruk, le šatammu et le qīpu étaient traditionnellement assistés par un troisième personnage, le scribe du temple (tupšar bīti), qui y dirigeait les scribes du temple. Mais Nabonide, soucieux de renforcer son autorité sur les temples, le remplaça par un administrateur royal, l'officier royal chef de l'administration (ša rēš šarri bēl piqitti). Le qīpu fut de plus écarté de la direction du temple, qui était donc confiée à l'officier royal et au šatammu. Pour contrôler les finances du temple dont ce dernier avait la charge, et particulièrement la part du budget revenant au roi, on nomma un officier royal préposé à la cassette royale de l'Eanna. Le roi était ainsi assuré que la gestion des ressources du palais ne se feraient pas contre son intérêt. On voit ainsi comment Nabonide put s'assurer le contrôle de ces organismes puissants qu'étaient les temples tout en obtenant des ressources supplémentaires pour renflouer le trésor royal, faisant fi des nombreuses protestations qui allaient résulter de ces mesures, dont on sait qu'elles furent appliquées à d'autres temples de Babylonie.

## Époques tardives
Après la chute du royaume babylonien en 539 av. J.-C., l'Eanna reste un lieu de culte important sous les Perses achéménides. 
À l'époque hellénistique, le culte d'Anu supplante celui d'Ishtar. L'Eanna devient alors une zone secondaire de la ville. Au cours des réaménagements de l'espace urbain d'Uruk, le centre du culte de la déesse locale est transporté un peu plus au sud, autour d'un nouveau bâtiment, l'Irigal. Ce sont les administrateurs du nouveau temple d'Anu, le Bīt Rēš, qui prennent en charge la gestion du temple d'Ishtar, de son culte et de ses dépendances.
La ville d'Uruk finit par être abandonnée au IIe siècle av. J.-C. Ainsi s'achève la longue histoire de l'Eanna, qui est resté sur une durée exceptionnellement longue l'un des principaux lieux de cultes de la Basse Mésopotamie antique.